# Bobby Bright
Bobby Neal Bright, född 21 juli 1952 i Midland City, Alabama, är en amerikansk demokratisk politiker. Han representerade delstaten Alabamas andra distrikt i USA:s representanthus 2009–2011.
Bright avlade 1975 grundexamen vid Auburn University. Han avlade sedan 1977 sin master vid Troy University och 1982 juristexamen vid Faulkner University.
Bright var borgmästare i Montgomery, Alabama 1999-2009. Kongressledamoten Terry Everett kandiderade inte till omval i kongressvalet i USA 2008. Bright vann valet och efterträdde Everett i representanthuset i januari 2009. I mellanårsvalet i USA 2010 besegrades han knappt av Martha Roby.
Bright är gift med den pensionerade distriktsdomaren Lynn Clardy Bright. De har tre barn: Bobby Neal Jr., Lisa Lynn och Katherine Clardy.